# Parotani
Parotani är en ort i Bolivia.   Den ligger i departementet Cochabamba, i den centrala delen av landet, 200 km nordväst om huvudstaden Sucre. Parotani ligger 2 567 meter över havet och antalet invånare är 1 908.
Terrängen runt Parotani är kuperad. Närmaste större samhälle är Capinota, 18,6 km sydost om Parotani.
Trakten runt Parotani består i huvudsak av gräsmarker. Runt Parotani är det ganska tätbefolkat, med 179 invånare per kvadratkilometer.